# Delia exigua
Delia exigua este o specie de muște din genul Delia, familia Anthomyiidae. A fost descrisă pentru prima dată de Meade în anul 1883. Conform Catalogue of Life specia Delia exigua nu are subspecii cunoscute.